# ماهورا (فیلم)
ماهورا فیلمی به کارگردانی و نویسندگی حمید زرگرنژاد و تهیه‌کنندگی علیرضا جلالی و حمید آخوندی محصول سال ۱۳۹۵ است. این فیلم محصول ایران، به سبک اجتماعی (درام) و در فضای جنگی به زبان‌های فارسی و عربی می‌باشد.
این فیلم در لوکیشن های بکر هورالعظیم و با حضور بازیگران سرشناس سینمایی ایران بر اساس یک ماجرای واقعی تولید گردید.
این فیلم نامزد دریافت تندیس سیمرغ بلورین بهترین جلوه‌های بصری ، جلوه های میدانی ، موسیقی در سی و ششمین دوره جشنواره فیلم فجر و جشن خانه سینما شد و بهترین کارگردانی جشنواره فیلم  صلح ژاپن را از آن خود کرد.

## اکران
این فیلم در تاریخ ۱۱ مهر ۱۳۹۷ اکران شد و حدود پنج هفته بر روی پردهٔ سینما بود.

## خلاصه داستان
در زندگی تو زنی است با چشمانی شکوهمند که لبانش خوشه‌های انگور و لبخندش موسیقی و گل، اما هرکس بخواهد به او نزدیک شود ناپدید می‌شود.

## تغییر بازیگر
در ابتدا قرار بود محسن تنابنده بازیگر نقش اصلی مرد این فیلم باشد اما به دلیل آسیب دیدگی تنابنده از ناحیه زانو حضور او در این فیلم منتفی شده و ساعد سهیلی جایگزین وی شد.

## بازیگران
| بازیگر           | نقش         | توضیحات                   |
| ---------------- | ----------- | ------------------------- |
| ساعد سهیلی       | امین        | نقش اصلی                  |
| بهاره کیان افشار | ماهور       | نامزد امین (کشته شده)     |
| میترا حجار       | نجوا        | دختر عمو امین             |
| کامران تفتی      | جلال        | پسر عموی امین             |
| داریوش ارجمند    | شیخ خلف     | پدر امین                  |
| مهدی صبایی       | سروان کاظمی | نیرو ی ویژه ارتش ایران    |
| مونا فرجاد       | مریم        | عروس                      |
| محسن افشانی      | عزیز        | دوست و اقوام امین         |
| احمد کاوری       | سامر یاسین  | نیرو ی ویژه ارتش بعث عراق |
| یوسف مرادیان     | -           | خلبان                     |
| مالک سراج        | ذبیح        | دوست و اقوام امین         |

## جوایز
| بخش                        | نامزد        | نتیجه | جایزه        |
| -------------------------- | ------------ | ----- | ------------ |
| بهترین جلوه‌های ویژه میدانی | حمید رسولیان | نامزد | سیمرغ بلورین |
| بهترین جلوه‌های ویژه بصری   | سینا قویدل   | نامزد | سیمرغ بلورین |

### بیست و یکمین جشن سینمای ایران
| بخش                        | نامزد        | نتیجه | جایزه         |
| -------------------------- | ------------ | ----- | ------------- |
| بهترین موسیقی متن          | ستار اورکی   | نامزد | تندیس شایستگی |
| بهترین جلوه‌های ویژه میدانی | حمید رسولیان | نامزد | تندیس شایستگی |